# Chiesa di San Michele Arcangelo (Borgo Mantovano)
La chiesa di San Michele Arcangelo è la parrocchiale di Villa Poma, frazione del comune sparso di Borgo Mantovano, in provincia e diocesi di Mantova; fa parte del vicariato foraneo Madonna della Comuna.

## Storia
Secondo la tradizione, che però non è suffragata da testimonianze evidenti e concrete, la primitiva chiesa di San Michele venne costruita antecedentemente al 1460 per volere di un vescovo proveniente dalla nobile famiglia dei Gonzaga.
Dalla relazione della visita del 1544 del vescovo di Mantova Ercole Gonzaga s'apprende che la chiesa aveva il doppio titolo dei Santi Michele e Andrea.
Nel 1610 la parrocchia era elencata tra quelle facenti parte del vicariato di Poggio Rusco; alcuni decenni dopo, nel 1676, il vescovo Giovanni Lucido Cattaneo, durante la sua visita, annotò che in paese operavano le due società del Santissimo Sacramento e del Rosario.
A partire dalla prima metà del XIX secolo la parrocchia risulta inserita nel vicariato di Revere, al quale sarebbe rimasta aggregata fino alla soppressione dello stesso.
Nei primi decenni del Novecento la chiesa fu oggetto di un intervento di ricostruzione secondo una commistione degli stili neoromanico e neogotico.
Con la riorganizzazione territoriale della diocesi, avvenuta nel 1967, la parrocchia entrò a far parte del vicariato della Madonna della Comuna; tra il 2008 e il 2009 si provvide ad adeguare la chiesa alle norme postconciliari mediante l'aggiunta dell'ambone e dell'altare rivolto verso l'assemblea, mentre tra il 2014 ed il 2018 l'edificio venne ristrutturato per sanare i danni provocati dall'evento sismico del 2012.

## Descrizione

### Facciata
La facciata a salienti della chiesa, rivolta a occidente e abbellita da archetti pensili, si compone di tre corpi: quello centrale, di altezza maggiore, presenta il portale d'ingresso lunettato e il rosone, mentre le due ali laterali sono caratterizzate da una finestra ciascuna.
Annesso alla parrocchiale è il campanile a base quadrata, la cui cella presenta su ogni lato una monofora ed è coronata dalla guglia piramidale.

### Interno
L'interno dell'edificio si compone di tre navate, suddivise da pilastri abbelliti da lesene e sorreggenti archi a tutto sesto sopra i quali corre la cornice su cui si imposta il registro attico caratterizzato dalle finestre; al termine dell'aula si sviluppa il presbiterio, sopraelevato di alcuni gradini e chiuso dall'abside.
Qui sono conservate diverse opere di pregio, la maggiore delle quali è l'organo, costruito nel Settecento.